# Autobahndreieck Bad Harzburg
Das Autobahndreieck Bad Harzburg (Abkürzung: AD Bad Harzburg) ist ein Autobahndreieck in der Stadt Bad Harzburg in Niedersachsen. Es verbindet die Bundesautobahn 369 (Vienenburg – Bad Harzburg) mit den Bundesstraßen 4 (Bad Harzburg – Nordhausen – Erfurt) und 6 (Hildesheim – Goslar – Bad Harzburg).

## Geografie
Das Dreieck liegt auf einer Höhe von ca. 205 m ü. NHN im nördlichen Stadtgebiet von Bad Harzburg. Es liegt in dicht besiedeltem Gebiet, umgeben von den Orten Bettingerode (Osten), Westerode (Südosten), Schlewecke im Südwesten, Harlingerode im Westen und dem Gewerbegebiet Bad Harzburg-Nord im Nordwesten.

## Bauform und Ausbauzustand
Das Dreieck Bad Harzburg ist eine linksgeführte Trompete. Bemerkenswert ist die unmittelbare Nähe zum Gehöft Gut Radau und der enge Kurvenradius auf der Relation A 369 – B 6 in Richtung Goslar.
Die A 369 aus Richtung Norden geht im Dreieck Bad Harzburg in die B 4 im Süden über, aus Westen mündet die B 6 ein.

## Geschichte
Schon vor der Errichtung der heutigen A 369 war das Dreieck Bad Harzburg Bestandteil verkehrlicher Überlegungen: Eine Netzkarte des Bundesverkehrsministeriums aus den 1970er-Jahren zeigt das Dreieck Bad Harzburg als Autobahnkreuz zwischen der A 369 und der A 36, die damals anstelle der heutigen, vierspurigen B 6 bis nach Ostwestfalen geplant wurde.
Zunächst wurde zwischen 1972 und 1977 die heutige A 369 als B 4n eröffnet und am 1. Januar 1975 zur A 395 umgewidmet. Die ebenfalls vierspurige Goslarer Nordtangente bis zur B 241 westlich von Sudmerberg wurde bereits am 21. Mai 1968 freigegeben. Für die Verbindung beider Schnellstraßen war die A 36 vorgesehen, die am Dreieck Bad Harzburg die A 369 kreuzen sollte und im nördlichen Goslarer Umland führen sollte.
In den späten 1970er-Jahren begann der Bau der Bundesstraße 6n von der A 369 bis zum Anschluss an der L 508 im Steinfeld bei Harlingerode, und damit auch der Bau des Dreiecks Bad Harzburg. Die Eröffnung der im Autobahnquerschnitt erbauten Strecke mitsamt Dreieck erfolgte am 25. November 1982, der Lückenschluss zur Goslarer Nordtangente fand am 25. September 1987 statt.
Nach der deutschen Wiedervereinigung wurde der Bau einer weiteren B 6n von der A 395 bei Vienenburg am heutigen Dreieck Nordharz bis zur späteren A 14 bei Bernburg (Saale) begonnen. Im Zuge dessen wurde die A 395 am 2. Oktober 2001 südlich des Dreiecks zur B 6 abgestuft, sodass das Dreieck Bad Harzburg zwischen 2001 und 2019 kein Autobahndreieck war. Diesen Status erlangte es mit der Umwidmung der zuvor abgestuften B 6 bis zum Dreieck Bad Harzburg zur A 369 am 1. Januar 2019 zurück.

### Sanierung
In den Jahren 2018 und 2019 erfolgte eine grundhafte Sanierung des AD Bad Harzburg.
| Verkehrsrelation      | Beginn        | Ende          | Beleg |
| --------------------- | ------------- | ------------- | ----- |
| Halle – Goslar        | 13. Juni 2018 | Dez. 2018     | [ 5 ] |
| Goslar – Bad Harzburg | 13. Juni 2018 | Dez. 2018     | [ 5 ] |
| Goslar – Halle        | 9. Juli 2019  | 14. Dez. 2019 | [ 6 ] |
| Bad Harzburg – Goslar | 9. Juli 2019  | Aug. 2019     | [ 7 ] |

## Verkehrsaufkommen
| Von                  | Nach                    | Durchschnittliche tägliche Verkehrsstärke | Durchschnittliche tägliche Verkehrsstärke | Durchschnittliche tägliche Verkehrsstärke | Anteil Schwerlastverkehr | Anteil Schwerlastverkehr | Anteil Schwerlastverkehr |
| Von                  | Nach                    | 2005                                      | 2010                                      | 2015                                      | 2005                     | 2010                     | 2015                     |
| -------------------- | ----------------------- | ----------------------------------------- | ----------------------------------------- | ----------------------------------------- | ------------------------ | ------------------------ | ------------------------ |
| AS Goslar-Oker (B 6) | AD Bad Harzburg         | 16.800                                    | 17.300                                    | 17.600                                    | 7,4 %                    | 13,8 %                   | 09,4 %                   |
| AD Bad Harzburg      | AS Harlingerode (A 369) | 21.100                                    | 21.000                                    | 19.900                                    | 8,1 %                    | 10,6 %                   | 10,2 %                   |
| AD Bad Harzburg      | AS Westerode (B 4)      | 15.800                                    | 11.900                                    | 12.600                                    | 8,2 %                    | 09,3 %                   | 10,1 %                   |